# 刺蝟上樹樂團
刺蝟上樹樂團（Porcupine Tree）是一支由 Steven Wilson 成立，來自英國赫特福德郡赫默爾亨普斯特德，曾獲葛萊美獎提名的前衛搖滾樂團。他們的音樂結合了搖滾、迷幻和重金屬。
在90年代，樂團曲風主要以迷幻搖滾為主，然而他們還融入了電子音樂，從Trance到德国酸菜摇滚及氛圍音樂，原因是Steven Wilson和Richard Barbieri對於70年代初期由橘夢樂園、Neu!和罐头乐队等樂團為代表的Kosmische Musik的熱愛 ，近年曲風則較為接近金屬樂。
為了現場表演，樂團使用了銀幕去展示每首歌不同的影像。這項視覺元素第一次出現是在《In Absentia》巡迴演唱會上，此時樂團開始與丹麥攝影師和電影導演 Lasse Hoile 合作，他的工作是為樂團創作出一個獨特的形象。
儘管他們在歐洲和美國分別與 Roadrunner Records 和 Atlantic Records 簽約，樂團依然擁有專屬的唱片廠牌 Transmission，用來發行一些獨立作品和專輯的特別限定版。樂團在 Burning Shed 有官方線上商店，現在官方網路批發則為 Peaceville Records 和 Kscope（同屬於 Snapper Music）。

## 歷史

### 起源（1987－1990）
1987年，由於 Steven Wilson 和 Malcolm Stocks 間的玩笑話，樂團開始運作。在受到了像是平克·佛洛伊德等70年代的迷幻樂團的啟發後，他們兩人決定組成虛構的著名搖滾樂團，名叫刺蝟上樹樂團。他們杜撰了像是樂團成員、專輯名稱和背景故事等細節。背景故事包括像是在70年代的搖滾音樂季上認識團員、多次進出監獄等事件。當 Steven Wilson 有足夠的錢去買入錄音設備後，他創作了數小時的音樂，以作為樂團存在的「證據」。
雖然刺蝟上樹樂團的開始只是個笑話，而且 Wilson 也正專注於他另一個計畫：No-Man（一個與 Tim Bowness 長期奮鬥的樂團，Wilson 在1989年開始思考一些具有市場潛力的音樂而成立）。Wilson 以刺蝟上樹樂團的名義創作了一卷長達80分鐘的錄音帶，名為《Tarquin's Seaweed Farm》。Wilson 加入了8頁的資訊包含虛構的團員像是 Sir Tarquin Underspoon 和 Timothy Tadpole-Jones，持續展現他玩笑話的精神。
Wilson 將《Tarquin's Seaweed Farm》送給幾位他認為可能會對這張專輯感興趣的人。英國地下音樂雜誌《Freakbeat》在收到錄音帶時正在籌組他們獨自的唱片公司。雖然這張並未獲得樂評高度讚賞，但他們依然被邀請參與一張合輯，內容收錄逐漸嶄露頭角的地下迷幻樂團的歌曲。這張合輯製作過程非常緩慢，到完成時共花費了18個月。在這段期間，樂團持續的創作。1990年他們發行了《Love, Death & Mussolini》EP，這張 EP 只發行十張，成為非常稀少的作品。作品收錄了9首當時未發行的歌曲，作為接下來第二張專輯的試聽。隔年， Wilson 完成了《The Nostalgia Factory》。這張專輯吸引了許多新的樂迷。

### 《On the Sunday of Life...》與《Up the Downstair》（1991－1994）
新成立的唱片公司 Delerium Records 同意重新發行《Tarquin's Seaweed Farm》和《The Nostalgia Factory》。合輯也如原訂計畫發行，名為《A Psychedelic Psauna》，收錄他們的歌曲《Linton Samuel Dawson》。
樂團之後很快地與 Delerium 簽約，成為該公司旗下最早的歌手之一。公司一開始要求他們發行一張包含兩卷錄音帶的雙專輯，但在 Wilson 考慮下決定將兩卷錄音帶濃縮在一張專輯裡。這張專輯在1991年中旬發行，名為《On the Sunday of Life... 》。而在這兩卷錄音帶中，沒被專輯收錄的其他歌曲則收錄在限量版專輯《Yellow Hedgerow Dreamscape》中。
1992年，《On the Sunday of Life... 》發行只有1000份，包含豪華唱片套的版本。專輯一下子就銷售一空，但在民眾及媒體的壓力下，確定將會重製發行 CD 版。本張專輯收錄了在之後的演唱會成為經典安可曲的《Radioactive Toy》。2000年，《On the Sunday of Life... 》已累計銷售超過20,000張。
在樂團逐漸打開知名度的時候，Wilson 的另一個樂團 No-Man 也獲得了英國媒體的讚賞（他們的歌曲成為《Melody Maker》和《Sounds》雜誌的每周單曲），因此讓 No-Man 與 One Little Indian Records 簽約，而他們的唱片在英國與美國分別交由 Hit & Run 及 Epic 440/Sony 發行。No-Man 的成功讓 Wilson 辭去原來的固定工作，並將他的時間全部投入在音樂之中。
Wilson 逐漸將樂團目標從原本的音樂，轉向更新、更當代的音樂。這項新目標讓樂團作出了長達30分鐘的單曲《Voyage 34》。於1992年推出的這張單曲融合了早期樂團如 The Orb 和 Future Sound of London 的氛圍音樂。單曲的特色為被稱為「liquid rock」的吉他獨奏以及對於60年代LSD 宣傳專輯的敘述。這首歌因為太長而無法在廣播中播放，但在90年代的地下音樂界贏得了不錯的評價，進入英國獨立單曲榜前20名。
《Voyage 34》原本是要收錄在原設定為雙CD專輯的《Up the Downstair》中。然而在決定精簡專輯而不收錄這首歌後，成為單曲發行。
《Up the Downstair》推出後，《Melody Maker》雜誌描述這張專輯為「一張迷幻的傑作…年度最佳專輯之一。」 這張專輯依然融合了舞曲與搖滾，並且有未來成為樂團成員的 Richard Barbieri（前80年代藝術搖滾樂團 Japan 樂手）和 Colin Edwin 的客串演奏。
1993年11月，《Voyage 34》重新發行，推出了由 Astralasia 混音的12吋單曲。雖然並未在電台播放，但仍進入《新音樂快遞》獨立音樂榜長達六周，並成為地下弛放音樂的經典。
隨著樂團不斷的運作，現場表演的問題已經不能被忽視。因此在1993年12月，樂團的現場表演陣容為 Steven 擔任主唱及吉他手，Colin Edwin 擔任貝斯手，Chris Maitland 擔任鼓手以及 Richard Barbieri 擔任鍵盤手。
樂團的三位新成員在先前曾與 Steven 在不同的企畫中合作（Richard Barbieri 和 Chris Maitland 是先前 No-Man 的巡迴樂手之一），都是優秀的音樂人且支持樂團的音樂及走向。新陣容立刻起了化學變化，並表現在1997年發行的《Spiral Circus》中，這張專輯收錄了最初三場表演的錄音，包括在 BBC Radio 1 的演出。

### 《The Sky Moves Sideways》與《Signify》（1995－1997）
在下一張專輯發行之前，他們推出了經典單曲《Stars Die/Moonloop》，這兩首歌是在下張專輯的籌備期間錄製，也是第一次以新陣容錄製。
於1995年發行的第三張錄音室專輯《The Sky Moves Sideways》成為一張成功的專輯，樂團也被讚揚為90年代的平克·佛洛伊德。之後 Wilson 對於這件事感到感慨：「我沒有辦法。的確，在《The Sky Moves Sideways》的製作過程中，我感到十分滿意，但在某一程度上，平克·佛洛伊德的歌迷聽我們音樂是因為平克·佛洛伊德不再製作專輯了。因此，我感到遺憾。」無論如何，這張專輯吸引了眾多新的樂迷。
《The Sky Moves Sideways》在旋律上有著遼闊的音景以及氛圍搖滾的實驗，但表現出了樂團在音樂上的過渡期。跟以往不同的是，Wilson 試著去塞滿整張專輯。這張專輯仍舊進入了《NME》、《Melody Maker》和《Music Week》等雜誌的排行榜。1995年秋天，這張專輯與 EP《Moonloop》成為樂團首次在美國發行的作品，並在大西洋兩岸都獲得媒體讚賞。同年樂團也在英國、荷蘭、義大利和希臘等地展開多場演唱會。
因為對於這張半樂團半 solo 性質的《The Sky Moves Sideways》專輯感到不滿意，他們決定開始錄製以整個樂團為主的專輯，Wilson 承認他一直「喜愛搖滾樂團的概念」因為「樂團有種魅力、吸引力、浪漫，是 solo 計畫所沒有的。」
在真正屬於刺蝟上樹樂團的單曲《Waiting》發行後，登上英國獨立榜及 National chart，並在全歐洲的電台中播放。《Signify》在1996年9月發行。專輯中加入了純演奏歌曲及歌曲導向的曲子，融合了搖滾和先鋒音樂，雖然吸收了不同元素，但仍提供融合夢幻旋律及憂鬱情緒的音樂。樂手被要求寫出一些歌曲，最知名的是《Intermediate Jesus》，歌中有一段即興演奏（部分收錄在1998年年底的限定版雙黑膠唱片專輯《Metanoia》）。
專輯發行後引起了歐洲許多的主流媒體的興趣，刺蝟上樹樂團成為在獨立音樂界中受到高度期待的一股力量。

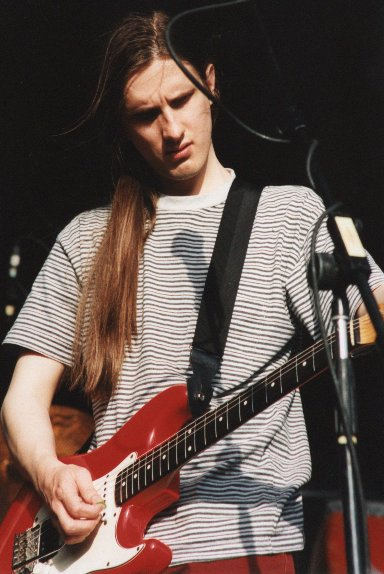
1997年Steven Wilson在劍橋的Strawberry Fair

 Wilson：「對我來說，像是《Every Home Is Wired》和《Dark Matter》的歌曲完全超越了歌曲類型或是類似的曲風。我認為我們是在作一種原創且屬於90年代的音樂，但它的根源還是來自前衛音樂。」
同時樂迷不斷的增加，特別在義大利，由於流行電台的播放使得刺蝟上樹樂團受到當地年輕人的喜愛。
1997年，樂團知名度不斷上升。同年三月，他們前往羅馬舉辦連續三天晚上，超過5,000名聽眾的表演。這三場表演全都收錄在1997年的現場專輯《Coma Divine - Recorded Live in Rome》。這張專輯是在 Delerium Records 旗下的最後一張作品，因為唱片公司無法繼續提供樂團擴展全球市場所需的資源。
1997年，前海獅樂團主唱 Fish 邀請 Wilson 在他的新專輯中合作。之後，兩人共同創作，並由 Wilson 擔任製作人的《Sunsets on Empire》專輯在當時被譽為是 Fish 最傑出的專輯。有趣的是，兩年後，海獅樂團也邀請 Wilson 擔任他們新專輯《marillion.com》中部分歌曲的混音工作。對於 Wilson 來說，能與青少年時期所喜愛的樂團合作，讓他美夢成真。
1997年下旬，樂團的前三張專輯重新錄製並發行。《Signify》在美國由邁爾斯·柯普蘭的 Ark 21 Records 發行。

### 《Stupid Dream》與《Lightbulb Sun》（1998－2001）
1998年，Steven、Richard、Colin 和 Chris 花了整年的時間錄製他們的第五張專輯，反映出樂團逐漸走向以歌曲為導向的方向。Wilson 承認自己是「將創作視為一種藝術形式，而不是發展音景（soundscape development）」，並表示他受到海灘男孩的《Pet Sounds》、陶德·朗葛蘭、寇斯比、史提爾斯、納許與尼爾揚，以及「其他有傑出合唱歌曲」的影響。他在錄製時表示「對於寫些帶有實驗交響性質的流行歌曲有點興趣」。
在錄音的時候，樂團並沒有唱片合約，但之後他們與 Snapper Music/K-Scope 簽約並在1999年3月發行專輯《Stupid Dream》。專輯發行後，樂團也舉辦了漫長的巡迴演唱，包括英國、義大利、希臘、荷蘭、比利時、瑞士、德國、法國、波蘭和美國。專輯中的三張單曲《Piano Lessons》、《Stranger by the Minute》和《Pure Narcotic》都打進美國及歐洲的主流榜，在英國獨立音樂榜獲得佳績，以及在電台中播放。另外，Snapper 發行一張只收錄專輯開頭曲《Even Less》的錄音帶，專輯封套是簡單的白色，並在上面用墨水寫上「這是誰？」，封面右上角有個「1」而且沒有唱片編號。這卷錄音帶只送給唱片行及廣播電台。雖然最初這張專輯讓舊歌迷不確定是否偏離了他們的音樂，但之後為樂團帶來了許多新歌迷，並成為當時樂團最暢銷且受到高度讚賞的專輯。 
在找尋下個唱片合約的同時，時間也沒有浪費。《Stupid Dream》發行後數個月，他們已準備投入工作，持續到2000年。
在 XTC 的 Dave Gregory 擔任弦樂編排後，《Lightbulb Sun》在歌曲創作、音景與《Stupid Dream》的搖滾能量所建立的基礎上，發展出更為強烈且具整體性，樂團極有自信的音樂。專輯在2000年5月發行，4月發行了先行單曲《Four Chords That Made a Million》。之後在倫敦 Scala 俱樂部表演的門票銷售一空，揭開接下來英國短期巡迴的序幕。同年還參加了歐洲的音樂季，並成為夢劇場的暖場樂團。
樂團的巡迴演唱從2000年年底到2001年年初。專輯《Lightbulb Sun》的雙CD特別版在以色列和德國發行。五月，收錄EP歌曲及其他未收錄在之前兩張專輯歌曲的合輯《Recordings》發行，並作為在 Snapper/K-Scope 旗下最後的作品。 2001年6月，樂團展開短期的美國巡迴演唱，以在紐約 Bottom Line 銷售一空的表演作為結束。之後不久樂團宣布與國際廠牌 Lava Records / 大西洋唱片簽約。

### 《缺席》（2002－2004）
2002年2月，待了八年的鼓手 Chris Maitland 離開樂團，這是他們第一次的成員變動。之後新任鼓手，也是他們的長期友人 Gavin Harrison 加入樂團。同年3月，收錄樂團早期歌曲的box set《Stars Die: The Delerium Years 1991-1997》發行。此時樂團開始錄製他們登上主流後的第一張專輯。
專輯的錄音工作在倫敦和紐約的「Avatar Studios」進行 ，富有經驗的錄音工程師 Paul Northfield 和擔任弦樂編寫的 Dave Gregory 依舊在專輯中扮演重要角色。5月，Tim Palmer 在洛杉磯完成新專輯的混音工作。 
眾所期盼的專輯《缺席》在2002年9月由 Lava Records 發行（歐洲於2003年1月發行）。專輯在全球贏得高度評價，並成為樂團最暢銷的專輯，發行第一年銷售超過100,000張，打進歐洲多國的排行榜中。他們同樣發行了專輯的5.1聲道環繞音效版本，由知名的葛萊美獎得主 Elliot Scheiner 擔任混音工作，之後也獲得2004年在洛杉磯舉行的「Surround Sound Music awards」的「最佳5.1聲道混音」。
為了宣傳專輯，樂團在歐洲與北美舉辦4次巡迴演唱，其中一次是與瑞典金屬樂團殘月魔都一起演出。在巡迴過程中樂團還增加了一名擔任主唱及吉他手的巡迴樂手 John Wesley。在巡迴表演中，電影導演及攝影師 Lasse Hoile 的加入讓樂團的視覺元素提升至新的境界，他為樂團的音樂創作了一個黑暗且超現實的音畫對位。2003年11月30日，樂團回到家鄉的 London Astoria 舉辦演唱會，作為漫長的《缺席》專輯宣傳的句點。
2003年，他們成立了專屬的唱片公司 Transmission 與在 Burning Shed 網站的網路商店。這廠牌的第一張作品是收錄在華盛頓特區的 XM Satellite Radio 播放的現場演奏，接著的作品是在2004年發行，收錄2001年在波蘭廣播電台現場演奏的現場專輯。樂團計畫利用這廠牌發行現場及獨家的錄音作品。 
2003年開始，樂團將早期的專輯重新錄製成雙CD形式發行，這些作品包括《Up the Downstair》、《The Sky Moves Sideways》以及《Signify》；《Stupid Dream》與《Lightbulb Sun》則是以新立體聲混音並加上5.1聲道混音版本的DVD-A。

### 《Deadwing》與《Arriving Somewhere》DVD（2004－2006）
2004年上半，樂團正在錄製他們在 Lava/Atlantic 旗下的第二張專輯《Deadwing》。新專輯的靈感來自於 Steven 與他的好友，電影導演 Mike Bennion 所寫的劇本。2004年11月專輯完成，且樂團的全球總銷量達到了50萬張，對於新專輯的期望也達到最高點。在媒體報導不斷增加、口耳相傳及歌迷的力量下，樂團在全球的知名度越來越高。 
2005年春天，《Deadwing》在歐洲和美國發行立體聲和5.1聲道環繞兩種版本的專輯，之後在美國推出《Shallow》，在歐洲推出《Lazarus》 兩首單曲。因為克里遜王樂團的 Adrian Belew 和殘月魔都的 Mikael Åkerfeldt 在專輯中客串，使得專輯獲得商業上的成功，《Shallow》進入告示牌熱門主流搖滾單曲榜第26名。《Lazarus》進入德國百大單曲榜的第91名。專輯的巡迴演唱在三月底從英國開始，並持續一整年。單曲《Shallow》之後被收錄在電影《血盟兄弟》原聲帶之中。
這張專輯於發行同年贏得了「Surround Music Awards」的「Best Made-For-Surround Title」，在2005年的「Sound & Vision」雜誌中被評選為年度亞軍唱片。該雜誌是美國在家電及娛樂領域中最為知名的雜誌。該年度的冠軍專輯為白線條樂團的《Get Behind Me Satan》。
2006年3月22日，《Deadwing》於日本發行，也是樂團第一張在日本發行的專輯。
樂團在官方網站上宣布，在歐洲與北美巡迴演唱的前半段會演奏新曲。新曲曲風將比之前所做過的音樂還重，象徵樂團曲風將逐漸走向重金屬。
2006年8月8日，樂團宣布與 Roadrunner Records 簽約。Wilson 表示：「Roadrunner 是世界上最重要的獨立搖滾音樂廠牌之一。對於能與他們合作，擴大我們的樂迷並提升樂團到新的層次，感到十分開心。」
樂團的第一張演唱會 DVD，《Arriving Somewhere》於2006年10月10日發行。在歐洲巡迴演出的暖場樂團為瑞典樂團Paatos（在法國和比利時由深海樂團擔任暖場樂團），美國則是 ProjeKct Six。2007年1月，媒體披露新專輯名稱為《空虛星球的驚懼》。

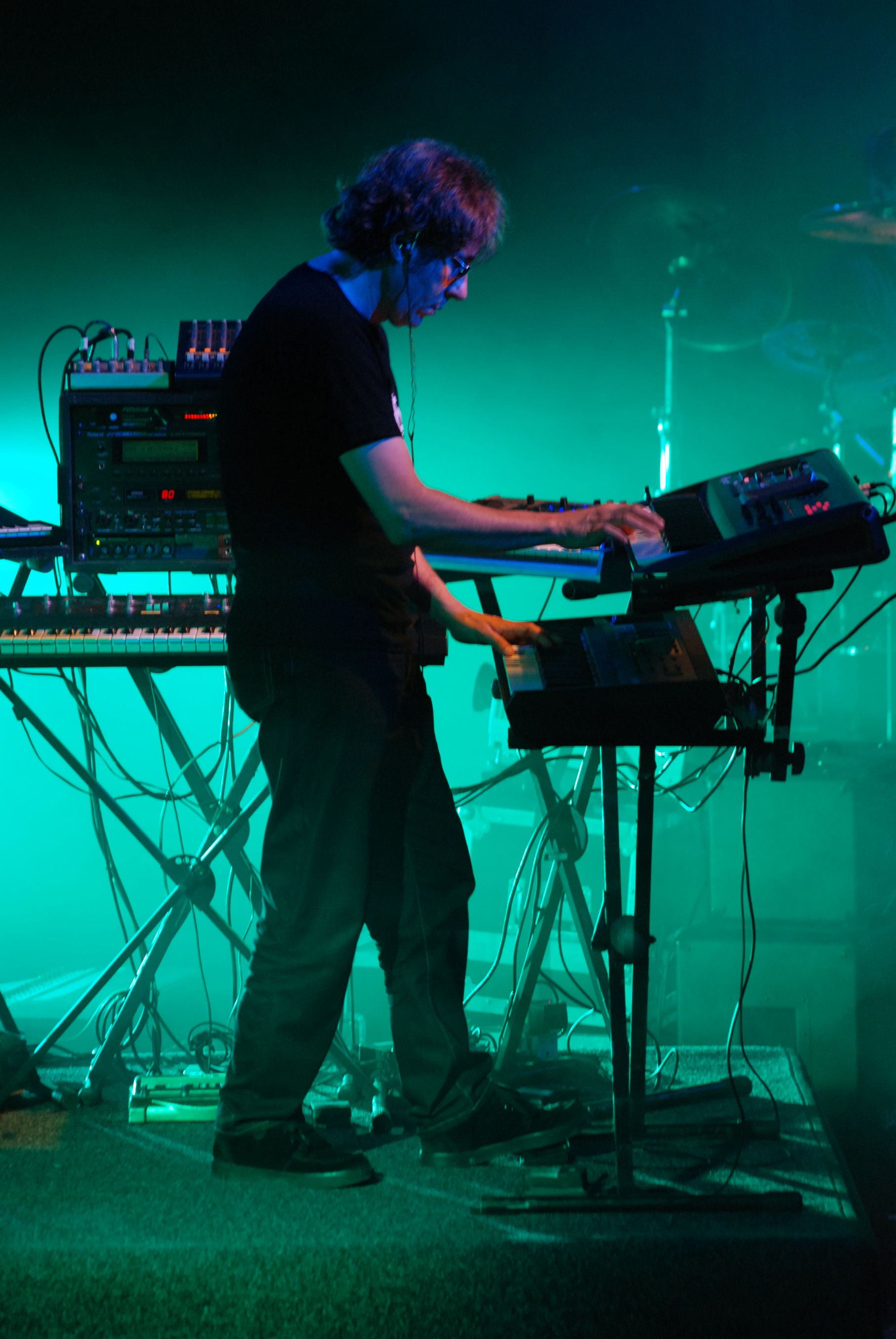
2007年 Richard Barbieri 與樂團在波蘭的表演

### 《空虛星球的驚懼》（2007－2008）
2007年4月16日，隨著《空虛星球的驚懼》的發行，樂團在國際上的知名度不斷上升，專輯打進了歐洲大部分國家的排行榜，在美國告示牌排行榜獲得59名。這次的巡迴演唱，樂團首度前往芬蘭和墨西哥表演。他們也參加了幾場大型音樂季，如德國的「Hurricane Festival」和「Southside Festival」，Donington的「Download Festival」。之後還前往澳洲作首度演出。

專輯的歌詞是關於行為傾向和在21世紀初的社會議題，像是躁鬱症、過動症、藥物問題、科技造成的疏遠感和青少年的墮落。
Wilson：「我害怕的是，現在這一代的孩子，出生於資訊革命時代，與網路、手機、iPod、下載文化、《美國偶像》、 電視實境節目、處方藥、PlayStation 等一起成長。這些讓人們無法專注在人生其他更重要的事，無法對其他事物有好奇心。」
這些觀念受到了布列特·伊斯頓·艾利斯（Bret Easton Ellis）的小說《Lunar Park》的啟發。 Wilson 解釋專輯標題是來自人民公敵（Public Enemy）的《懼黑》專輯，兩張專輯都反映了當時的社會問題，人民公敵的專輯發行時，青少年的種族問題成為當時重要的議題。「在21世紀，取代種族問題，成為最需要關心的青少年問題是極端無聊，一種X世代的情況，這是茫然的一代。」 在專輯中，樂團與匆促樂團的 Alex Lifeson 和克里遜王樂團的 Robert Fripp 合作。
新 EP《Nil Recurring》在2007年9月17日發行，收錄四首未在《空虛星球的驚懼》發表的歌曲，也包含了與 Robert Fripp 的合作作品。2007年10月3日，樂團巡迴來到了第二站，現在則在宣傳新 EP。《Nil Recurring》進入英國獨立榜第8名。EP 之後在2008年2月18日由 Peaceville Records 重新發行。
2007年11月5日，《空虛星球的驚懼》贏得《Classic Rock》雜誌的「年度專輯」。2007年12月，專輯獲得葛萊美獎「最佳環繞音效專輯」提名，但最後由披頭四樂團的《Love》專輯獲獎。2008年1月，獲得 Dutch Progressive Rock Page 的讀者票選為「2007年最佳專輯」。《空虛星球的驚懼》的黑膠唱片版本包含了《Nil Recurring》的歌曲。
2008年2月18日，樂團發行了現場專輯《We Lost The Skyline》，內容為2007年10月4日，於佛羅里達奧蘭多的 Park Avenue CDs 唱片行的表演。專輯標題與《The Sky Moves Sideways (Phase One)》的歌詞有關，這首歌也是這張現場專輯的開頭曲。專輯的黑膠唱片版本在2008年3月21日發行。
根據樂團的經理人 Andy Leff，他們計畫在2008年9月發行一張現場專輯。Wilson 表示專輯將由 Roadrunner Records 發行。他們也在網站上宣布將在十月舉行短期的歐洲巡迴演唱，並會錄製他們的第二張現場 DVD。影片內容將是10月15日和16日在荷蘭蒂爾堡的演唱會。在這次巡迴中他們將首度前往葡萄牙。
Wilson 在這次巡迴的其中一場提到，他們將開始籌備新專輯，預計將在2009發行。

### 《事變》（2009至今）
2009年2月，樂團開始投入第十張錄音室專輯《The Incident》的製作工作。樂團也在 Myspace 宣布新專輯後的巡迴日程。 三、四月，Wilson 發表一首35分鐘的曲子，但不斷發展的結果成為一首占滿整張光碟的55分鐘大作。
2009年6月12日，官方網站表示這張雙CD專輯計畫將在9月21日由 Roadrunner Records 發行。本專輯的重心是塞滿第一張CD的同名歌曲。而去年12月所創作的《Flicker》、《Bonnie The Cat》、《Black Dahlia》和《Remember Me Lover》四首獨立歌曲將收錄在第二張CD，以確保他們的獨立性。

## 音樂風格

### 影響
在青少年時期，Wilson 是英國重金屬新浪潮的歌迷。從這時開始，他在音樂上的興趣不斷地循環。當他接觸到了70年代音樂和前衛搖滾，他的興趣就從金屬樂轉變為實驗音樂。之後（2000年之後）當他接觸到了 Gojira、The Dillinger Escape Plan、大隻佬樂團、Neurosis 和 Meshuggah 等樂團後，恢復他對於金屬的信念。Wilson 說：「有很長的一段時間，我不知道這些富有創意的音樂人跑去哪了…」「之後我終於找到了他們，他們正投入在實驗金屬中。」之後他連續製作了三張瑞典前衛死亡金屬樂團殘月魔都的專輯，這也深深的影響了他之後的創作。
這項轉變解釋了為什麼刺蝟上樹樂團的音樂可分為三個階段，那就是早期的迷幻搖滾和太空搖滾 ，到90年代末期的流行搖滾歌曲，以及在21世紀初更加金屬導向的歌曲。從 Wilson 接觸到了像是 罐头乐队、Neu!、橘夢樂園 、Squarepusher、艾費克斯雙胞胎（Aphex Twin）以及像是 Klaus Schulze 與 Conrad Schnitzler 等藝人後，樂團曲風也明顯的受到了 krautrock 和電子音樂的影響。Wilson 也在許多場合上表達對美國音樂人 特倫特·雷澤諾 作為一位製作人及音樂家的推崇與敬意。

### 特色
他們的音樂常被許多人認為是憂鬱的，即使這與 Wilson 的個性並沒有直接關聯。他曾表示這是他抒發負面情緒的一種方式 ，並「驅離那些元素」。他也發現「寫出這世界負面的歌比寫出正面的歌更容易。」 2001年的「NEARfest festival」，他在演唱《Stop Swimming》之前說：「最悲傷的歌也是最美麗的」。刺蝟上樹樂團是一支以專輯為導向的樂團，而不是以暢銷單曲為導向，在極度概念式的專輯中，許多歌曲都互相有所關連。 即使如此，每首歌曲依然有可辨別的特色。Wilson 解釋： 

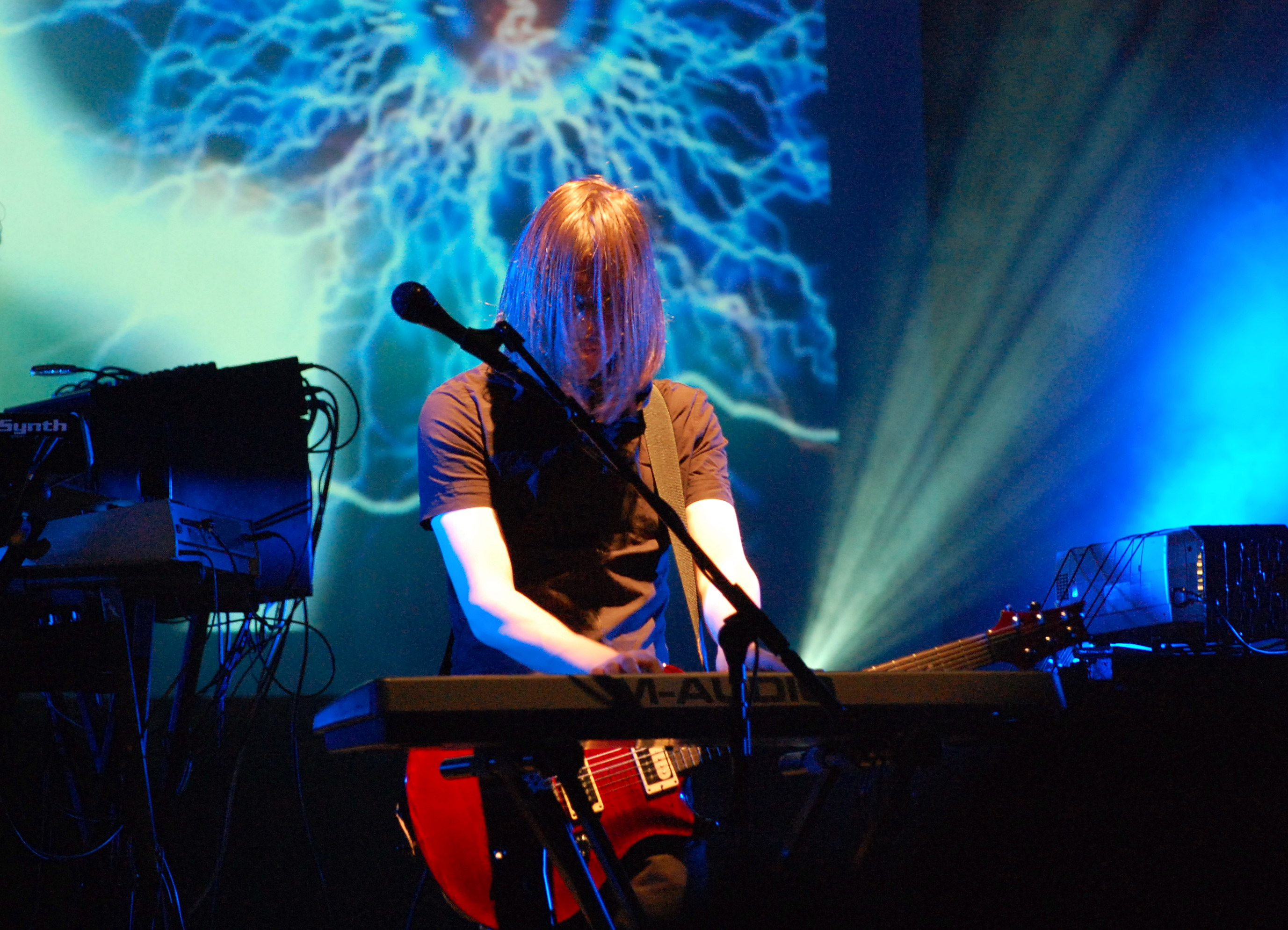
2007年11月28日在波蘭的 Steven Wilson

「對於刺蝟上樹樂團來說，重要的是所有的歌曲都有一個他們存在的獨特世界。我不喜歡有任何兩首歌聽起來相似的這種說法。你可能會在音樂結構或是鼓的節奏中找到那音樂世界，讓你進入某種音樂道路，或是特別的音樂氛圍，或是韻味。」
 樂團曾使用了包括魔音琴（mellotron）、德西馬琴（hammered dulcimer）和 guimbri 等在搖滾樂團中不常見的樂器。
他們的音樂一直存在著獨特的氛圍（很大一部份是來自鍵盤手 Barbieri 的表現），是電影般的（Wilson 是美國電影導演大衛·林區的影迷）、有組織的且非常實驗性，且融合許多曲風在歌曲裡。Wilson 試著解釋樂團的音樂：「有層次的，延伸的，有經過複雜的音樂編排的」。除了普通版，《Stupid Dream》、《Lightbulb Sun》、《In Absentia》、《Deadwing》和《空虛星球的驚懼》等專輯也發行了DTS（5.1聲道環繞音效）的混音版本。在最近幾年，發行使用這項混音技術的專輯版本已成為樂團的慣例。

### 音樂類型
刺蝟上樹樂團通常被歸類於前衛搖滾。許多聽眾也習慣將他們套上前衛搖滾的標籤。Steven Wilson 曾表示他並不喜歡這說法。然而，在先前與 Prog Archives.com 的訪談中，他表示他已慢慢能接受這名詞，他認為在名詞在70年代和現在所代表的意義是有差異的，自從這名詞「變成較為廣泛的名稱後…」
在樂團被稱為新前衛樂團，或是被讚頌為「新平克·佛洛伊德」之後，他感到十分不愉快以及龐大的壓力。Wilson 在與 The Dutch Progressive Rock Page 的訪談中表示：「對我來說這說法非常的無禮。因為這暗指你活在其他樂團的影子之下。我從未想要成為新的其他樂團，我只想成為本來的刺蝟上樹樂團，或是新的刺蝟上樹樂團。」

## 樂團成員
- Steven Wilson – 主唱、吉他、鋼琴 (1987-)
- Richard Barbieri – 鍵盤、合成器 (1993-)
- Colin Edwin – 貝斯 (1993-)
- Gavin Harrison − 鼓 (2002-)

### 前任團員
- Chris Maitland −鼓、合聲 (1993-2002)

### 巡迴樂手
- John Wesley −吉他、合聲 (2002-)

### 客座樂手
- Theo Travis – 長笛、薩克斯風 (1995, 1999)
- Stuart Gordon – 小提琴 (2000)
- Nick Parry – 大提琴 (2000)
- Aviv Geffen – 主唱(2002)
- Mikael Åkerfeldt − 吉他、合聲 (2005)
- Adrian Belew − 吉他 (2005)
- Alex Lifeson − 吉他 (2007)
- Robert Fripp − 吉他 (2007)
- Ben Coleman – 電小提琴 (2007)

## 音樂作品
- 1991年：《On the Sunday of Life》
- 1993年：《Up the Downstair》
- 1995年：《The Sky Moves Sideways》
- 1996年：《Signify》
- 1999年：《Stupid Dream》
- 2000年：《Lightbulb Sun》
- 2002年：《缺席》（In Absentia）
- 2005年：《Deadwing》
- 2007年：《空虛星球的驚懼》（Fear of a Blank Planet）
- 2009年：《事變》（The Incident）
- 2022年：《Closure / Continuation》

## 外部連結
- 刺蝟上樹樂團官方網站
- Residents of A Blank Planet - 刺蝟上樹官方歌迷網站 （页面存档备份，存于）
- 刺蝟上樹樂團雜誌
- 刺蝟上樹樂團last.fm （页面存档备份，存于）
- 刺蝟上樹樂團MySpace （页面存档备份，存于）
- 中的“刺蝟上樹樂團”
- The Seaweed Farm - 刺蝟上樹樂團/Steven Wilson的最新消息